# 梅花湖
梅花湖，位於台灣宜蘭縣冬山鄉得安村，為一座三面環山的天然湖泊。設有環湖道路，全長約4公里，可供遊客騎乘自行車。湖旁沿路有多個自行車租借小販，山上有道教總廟三清宮。

## 歷史
舊名「大埤」，以此相對附近一座稱為「小埤」的山中湖，為蘭陽十八勝之一的「鑑湖秋月」。已故縣長陳進東曾做〈鑑湖攬勝〉一詩，使梅花湖以「鑑湖」之名為後人傳揚。1964年，因其湖形如五瓣梅花，前總統蔣經國更名為梅花湖。